# 1085.
◄ | 10. stoljeće | 11. stoljeće | 12. stoljeće | ►
◄ | 1050-ih | 1060-ih | 1070-ih | 1080-ih | 1090-ih | 1100-ih | 1110-ih | ►
◄◄ | ◄ | 1082. | 1083. | 1084. | 1085. | 1086. | 1087. | 1088. | ► | ►►
Arhitektura • Astronomija • Knjige • Književnost • Kršćanstvo • Medicina • Pravo • Promet • Znanost

## Smrti
- 25. svibnja – Grgur VII., papa

## Vanjske poveznice
|  | Zajednički poslužitelj ima još gradiva o temi 1085. |